# Deh-e Morādkhān
Deh-e Morādkhān (persiska: ده مرادخان) är en ort i Iran.   Den ligger i provinsen Kermanshah, i den nordvästra delen av landet, 400 km väster om huvudstaden Teheran. Deh-e Morādkhān ligger 1 353 meter över havet och antalet invånare är 627.
Terrängen runt Deh-e Morādkhān är huvudsakligen kuperad, men västerut är den platt.Runt Deh-e Morādkhān är det ganska tätbefolkat, med 78 invånare per kvadratkilometer. Närmaste större samhälle är Şaḩneh, 2,4 km nordväst om Deh-e Morādkhān. Trakten runt Deh-e Morādkhān består i huvudsak av gräsmarker.